# Канель, Вениамин Яковлевич
Канель Вениамин Яковлевич (1873—1919) — доктор медицины, земский врач, врач-терапевт и ординатор московской Староекатерининской больницы, автор работ по санитарии, гигиене, охране труда и уходу за больными.

## Биография
В 1900 году переезжает из Киева в Москву и быстро завоёвывает популярность как врач-терапевт. В 1901-м защитил докторскую диссертацию на степень доктора медицины в Юрьевском университете по теме «Материалы к регенеративным процессам в яичниках кроликов». Депутат Московской городской думы, Почётный гражданин Москвы. Активный деятель, член Московского комитета РСДРП (партийный псевдоним «Барин») с 1903 года.
Жил в квартире на 1-й Мещанской улице. Однажды, у В. Я. Канеля ночевал В. И. Ленин, скрываясь от полиции. С 1912 года проживал со своей семьёй в девятикомнатной квартире (кв.№5) на Мамоновском переулке, в доме № 6. У В. Я. Канель всегда было много гостей, среди наиболее известных — лидеры большевиков В. И. Ленин, И. В. Сталин, А. В. Луначарский, В. Д. Бонч-Бруевич.
После речи В. И. Ленина на Финляндском вокзале в апреле 1917-го, В. Я. Канель отдаляется от большевистской деятельности. Окончательным разрывом послужила многочасовая беседа с революционеркой Р. С. Землячкой[когда?]. 25 июня 1917 года по списку объединённых социал-демократов был избран гласным Московской городской думы.
Скончался в январе 1919 года от болезни почек.

## Семья
- Жена — Александра Юлиановна Канель (в девичестве Бонюк, 1876 — 8 февраля 1936[6][7]), врач-терапевт Яузской больницы, в 1918—1935 гг. — главный врач Кремлёвской больницы (Поликлиники № 1). В  1932 году отказалась подписать фальсифицированное медицинское свидетельство о смерти Н.С. Аллилуевой.[8][5]  Скоропостижно скончалась от острой формы гнойного менингита. Похоронена на Новодевичьем кладбище[9].

Дочери:
- Надежда (Дина) (1903 — май 2000), врач, микробиолог, кандидат медицинских наук. Муж — Адольф Вениаминович Сломянский (1901—1985), доктор технических наук,  специалист по локомотивостроению[10].  Детей у них не было — как вспоминала Надежда Вениаминовна, «в тюрьму я попала беременной, мне насильно сделали аборт»[11]. Н.Канель была арестована в 1939 году, затем в 1949 году. Освобождена в 1953 году, выступала в 1954 году свидетелем обвинения на процессе В. Абакумова и В.Комарова. Дружила с А.С.Эфрон, с которой познакомилась в тюрьме.[8]
- Юлия (Ляля) (1904 — 16 октября 1941)[5], родилась в Москве. Беспартийная. Кандидат медицинских наук, врач-ординатор Института экспериментальной эндокринологии.  Вышла замуж за заместителя наркома сельского хозяйства, председателя Зернотреста Михаила Григорьевича Герчикова, от него сын Юрий (1926—1995). Второй сын — Александр; когда арестовали Юлию Вениаминовну, ему было 10 месяцев. Весной 1937 г. была арестована в Москве, но бывший муж М. Г. Герчиков обратился к Ежову, и Юлия была освобождена через 2 недели после ареста. В августе 1937 сам Герчиков арестован и через 2 месяца расстрелян[12]. 23 мая 1939 года Юлия Канель  повторно арестована по обвинению в участии в контрреволюционной организации и шпионаже, неоднократно допрашивалась самим Берией, прошла пытки в Сухановской тюрьме. Расстреляна в Москве, на спецполигоне Коммунарка[13], вместе с жёнами М. Н. Тухачевского, И. П. Уборевича, В. И. Межлаука. Реабилитирована посмертно 15 сентября 1956 года[14]. Ее второй муж — Северин Юльевич Вейнберг, также был репрессирован[15].